# Тимофеева, Алёна Владимировна
Алёна Владимировна Тимофеева (род. 21 октября 2000 года, Чувашия) — российская спортсменка, борец вольного стиля. Призёрка чемпионата России 2023. Мастер спорта.

## Биография
Родилась Алёна 21 октября 2000 года в Канашском районе Республики Чувашии. Начала заниматься вольной борьбой в городе Чебоксары, в СДЮСШОР № 5 им. В.Н. Кочкова.

## Спортивная карьера

### Тимофеева в юношестве
Тимофеева начала свою карьеру в декабре 2010 года, когда она впервые выиграла серебряную медаль на республиканском турнире в посёлке Урмары Республики Чувашия в весе до 32 кг, уступив финале Анне Красновой из Ульяновской области. В 2014 года взяла третье место на первенстве ПФО среди кадетов, в декабре 2014 года она выиграла свой первый крупный турнир в Москве, на турнире на призы ЗМС России Елены Егошиной. В январе 2015 выиграла первенства Республики Чувашии, который проходил Ибреси. В марте 2015 года Алёна выиграла ПФО, в октябре 2015 года заняла третье место на первенстве России. В ноябре 2016 года Тимофеева взяла бронзу на турнире памяти Ивана Ярыгина в Салавате (Башкортостан). После серебра на первенства ПФО, Тимофеева отобралась на первенства России и выиграла свой первый национальный титул в весовой категории до 70 кг. В июне 2017 года Алёна выиграла гран-при Германии, который прошёл в Дормагене. После триумфа на первенстве России и на международном турнире в Германии Тимофеева попала в состав сборной России и выступила на первенстве мира в Греции, где она в квалификации победила гречанку Марию Макриди на туше, в 1/8 финала Алёна снова выиграла на туше у представительницы Турции Мехтап Гультекин, в четвертьфинале Тимофеева одолела досрочно польку Виктория Чолудж, в полуфинале она остановила сопротивление Каруны Каруны из Индии со счётом 10-0, но в финале Алёна уступила японке Юке Кагами.

### Карьера в юниорской сборной
Тимофеева продолжила свою спортивную карьеру в новой возрастной группе среди юниоров (до 20 лет) уже сразу же на первенстве России 2018 года, где она дошла до финала и уступила Ханум Велиевой. В июле 2018 года она выиграла международный турнир памяти Махмута Аталая в Турции. В марте 2019 года Алёна выиграла турнире в Латвии не оставив шансов в финале местной спортсменке Элме Зедлер. В апреле 2019 года Тимофеева выиграла первенство России в Гулькевичи (Краснодарский край), одолев в финале Вусалу Парфианович из Московской области. В июне 2019 года Тимофеева выступила на первенстве Европы в Испании, но выбыла уже в первом круге.

### Взрослый уровень
Тимофеева дебютировала среди взрослых спортсменов на чемпионате Республики Чувашии в марте 2018 года, где она стала финалисткой, проиграв Анастасии Яковлевой из Цивильского района в весе до 59 кг. В конце 2018 года Тимофеева стала финалисткой открытого кубка России. В ноябре 2019 года Тимофеева снова заняла второе место на открытом кубке России, уступив в финале Динаре Кудаевой. В начале 2020 года Тимофеева выступила на гран-при Иван Ярыгин, но проиграла в первой схватке Наталье Федосеевой из Кемеровской области. В конце 2021 года Тимофеева заняла третье место на кубке России в Наро-Фоминске. В январе 2022 года Алёна заняла пятое место на гран-при Иван Ярыгин, уступив в матче за 3-е место азербайджанке Биргул Солтановой. На чемпионате России 2023 Тимофеева добыла бронзовую медаль в весе до 62 кг.

## Спортивные достижения
Взрослый уровень
- 2023 Чемпионат России  — ;
- 2018, 2019 Кубок России — ;
- 2021 Кубок России — ;

Юниорский уровень
- 2018 Первенство России — ;
- 2019 Первенство России — ;

Кадетский уровень
- 2015 Первенство России — ;
- 2017 Первенство России — ;
- 2017 Гран-при Германии — ;
- 2017 Первенство мира — ;